# Placy

Placy este o comună în departamentul Calvados, Franța. În 1 ianuarie 2018 avea o populație de 154 de locuitori.